# Futbolniy Klub KAMAZ Naberezhnye Chelny
O KAMAZ (em russo: Футбольный клуб КАМАЗ Набережные Челны) é um clube de futebol russo, localizado em Naberejnye Chelny.

## KAMAZ na elite do futebol europeu
O KAMAZ foi o primeiro time tártaro a participar de uma competição europeia de clubes - antes do Rubin Kazan, atual campeão russo. Participou da Copa Intertoto da UEFA de 1996, ficando no Grupo 8, com os alemães do Munique 1860, os tchecos do Kaucuk Opava, os búlgaros do Spartak Varna e os poloneses do ŁKS Łódź. A equipe ficou em primeiro lugar no grupo, com quatro vitórias, três empates e uma derrota. Nas semifinais, o KAMAZ perdeu para a equipe francesa do Guingamp.